# Barbara Baerns
Barbara Baerns, geborene Barbara Beckmann, (* 8. Februar 1939 in Rinteln) ist eine deutsche Kommunikationswissenschaftlerin und seit 2004 emeritierte Professorin für Theorie und Praxis des Journalismus und der Öffentlichkeitsarbeit der Freien Universität Berlin (FU Berlin).

## Karriere

### Bildungsgang
Baerns ging in ihrer Heimatstadt zur Schule und legte am dortigen Gymnasium die Reifeprüfung ab. 1959 begann sie ihr Studium der Publizistik, Germanistik, Theaterwissenschaft und Anglistik in Berlin. 1967 wurde sie mit Ost und West: Eine Zeitschrift zwischen den Fronten. Zur politischen Funktion einer literarischen Zeitschrift in der Besatzungszeit (1945–1949) an der FU Berlin promoviert. Sie habilitierte sich 1982 an der Ruhr-Universität Bochum mit Öffentlichkeitsarbeit und Journalismus – Zur Notation und Interpunktion latenter Beziehungen (Ein Versuch empirisch-analytischer Annäherung durch Ermittlung von Einflüssen ins Mediensystem) und erhielt damit die Venia legendi für das Fach Publizistik- und Kommunikationswissenschaft.

### Berufliche Positionen
Bereits seit 1960 war Baerns als Journalistin und in der Öffentlichkeitsarbeit tätig. Nach ihrer Promotion arbeitete sie ab 1967 in Hannover als Presse- und Kulturreferentin im United States Information Center (Amerika-Haus) sowie ab 1969 für die Neue Hannoversche Presse als politische Redakteurin. Von 1971 bis 1973 war Baerns für die PR-Abteilung von Coca Cola Central Europe tätig, ab 1972 als deren Leiterin. Mit ihrem Wechsel 1973 zur Neuen Ruhr Zeitung nach Essen arbeitete sie erneut für ein Jahr als politische Redakteurin.
1974 trat Baerns eine Stelle als wissenschaftliche Mitarbeiterin der Sektion Publizistik und Kommunikation der Ruhr-Universität Bochum an, wo sie 1975 zur Akademischen Rätin, 1977 zur Akademischen Oberrätin und schließlich 1982 zur C2-Professorin der Sektion ernannt wurde. Bearns nahm 1989 einen Ruf an die Freie Universität Berlin an, wo sie auf die C3-Professur für Theorie und Praxis des Journalismus und der Öffentlichkeitsarbeit des Instituts für Publizistik- und Kommunikationswissenschaft berufen wurde. Dort baute sie an dem von ihr geleiteten Arbeitsbereich Öffentlichkeitsarbeit als erste in Deutschland einen Studienschwerpunkt Öffentlichkeitsarbeit auf, später kam der postgraduale integrierte Studiengang European Master’s Degree in Public Relations (Communication Management) hinzu. 1993 lehnte sie einen Ruf auf eine C4-Professur an die Universität Leipzig ab. 2004 trat Baerns in den Ruhestand und ist seitdem an der FU Berlin ausschließlich in der Forschung tätig. Barbara Baerns war mit dem Chemiker Manfred Baerns (1934–2021) verheiratet.

## Wissenschaftliche Arbeit
Unter den Kommunikationswissenschaftlern in Deutschland war Baerns eine der ersten, die Ende der 1970er Jahre die Rolle und den Einfluss der Öffentlichkeitsarbeit bzw. Public Relations (PR) beim Zustandekommen publizistischer Leistungen thematisierte und seitdem fortwährend analysierte. So stellte sie in ihrer 1981 abgeschlossenen Untersuchung die landespolitische Öffentlichkeitsarbeit in Nordrhein-Westfalen in Form von Pressemitteilungen und Pressekonferenzen der Gesamtberichterstattung über landespolitische Themen in der Presse gegenüber.
Dort kam sie zu dem Ergebnis, dass PR die Themen und das Timing der Medien unter Kontrolle habe, mithin die Hauptdeterminante journalistischer Berichterstattung sei. Diese Formulierung führte dazu, dass ihr die Aufstellung der so genannten „Determinationsthese“ zugeschrieben wird; Baerns selbst betrachtet dies jedoch als unzutreffend.
Aufgrund ihrer wissenschaftlichen Tätigkeit war Baerns Gastprofessorin an mehreren Universitäten in Deutschland, aber auch im Ausland. Darüber hinaus ist sie in weiteren Funktionen tätig: Beispielsweise seit 1996 als Mitglied des Editorial Board und Gutachterin der referierten Fachzeitschrift Journal of Communication Management – An International Journal, seit 1996 im Wissenschaftlichen Beirat der Bundeszentrale für gesundheitliche Aufklärung und als ehrenamtliches Vorstandsmitglied des Deutschen Instituts für Public Relations (DIPR) und der Deutschen Public Relations Gesellschaft (DPRG).

## Schriften
- Ost und West: Eine Zeitschrift zwischen d. Fronten. Zur polit. Funktion e. literar. Zeitschrift in d. Besatzungszeit (1945–1949) Münster (Westf.): Fahle 1968
- Öffentlichkeitsarbeit oder Journalismus? Zum Einfluss im Mediensystem. Köln: Verlag Wissenschaft u. Politik 1985 ISBN 3-8046-8635-4
- (Hrsg.): Die DDR in Deutschland. Köln: Verlag Wissenschaft u. Politik 1986 ISBN 3-8046-8664-8
- (Hrsg.): PR-Erfolgskontrolle: Messen und Bewerten in der Öffentlichkeitsarbeit; Verfahren, Strategien, Beispiele. Frankfurt am Main: IMK (Institut für Medienentwicklung und Kommunikation GmbH in der Verlagsgruppe Frankfurter Allgemeine Zeitung GmbH) 1995 ISBN 3-927282-34-0
- Schleichwerbung lohnt sich nicht! Plädoyer für eine klare Trennung von Redaktion und Werbung in den Medien. Neuwied; Kriftel; Berlin: Luchterhand 1996 ISBN 3-472-02541-7
- (Hrsg.): Information und Kommunikation in Europa: Forschung und Praxis = Transnational communication in Europe. Berlin: Vistas 2000 ISBN 3-89158-288-9
- (Hrsg.): Leitbilder von gestern? Zur Trennung von Werbung und Programm; eine Problemskizze und Einführung. Wiesbaden: VS 2004 ISBN 3-531-13354-3